# Patinação artística nos Jogos Pan-Americanos de 2019 - Feminino
A competição feminina da patinação artística sobre rodas nos Jogos Pan-Americanos de 2019 foi disputada por oito patinadoras no Polideportivo 3 em Lima, nos dias 26 e 27 de julho. 

## Calendário
Horário local (UTC-5).
| Data        | Horário | Fase                 |
| ----------- | ------- | -------------------- |
| 26 de julho | 10:00   | Programa curto       |
| 27 de julho | 12:00   | Programa longo Final |

## Medalhistas
| Ouro   | BRA Bruna Wurts     |
| Prata  | ARG Giselle Soler   |
| Bronze | ECU Eduarda Fuentes |

## Resultados
| Pos.              | Patinador          | País               | Programa curto | Posição | Programa longo | Posição | Total  |
| ----------------- | ------------------ | ------------------ | -------------- | ------- | -------------- | ------- | ------ |
| Medalha de ouro   | Bruna Wurts        | BRA Brasil         | 36.70          | 2       | 66.47          | 1       | 103.17 |
| Medalha de prata  | Giselle Soler      | ARG Argentina      | 38.53          | 1       | 53.62          | 2       | 92.15  |
| Medalha de bronze | Eduarda Fuentes    | ECU Equador        | 27.37          | 3       | 43.31          | 4       | 70.68  |
| 4                 | Francisca Cabrera  | CHI Chile          | 26.14          | 4       | 41.89          | 5       | 68.03  |
| 5                 | Valentina Apolinar | COL Colômbia       | 17.66          | 7       | 45.87          | 3       | 63.53  |
| 6                 | Alexis Herbert     | USA Estados Unidos | 18.51          | 6       | 30.88          | 6       | 49.39  |
| 7                 | Agustina Suanes    | URU Uruguai        | 18.83          | 5       | 22.90          | 7       | 41.73  |
| 8                 | Brigitte Lopez     | PER Peru           | 10.98          | 8       | 15.33          | 8       | 26.31  |